# Эриксон, Дейв
Дейв Эриксон (англ. Dave Erickson) — американский сценарист и продюсер телевидения, наиболее известный благодаря совместному созданию с Робертом Киркманом сериала «Бойтесь ходячих мертвецов» , шоураннером которого он был до конца третьего сезона; он ушел в отставку, чтобы создавать больше шоу для AMC. Он также создал телесериал «Кентерберийский закон», и он является сценаристом и продюсером телесериалов «Сыны анархии», «Марко Поло» и «Низкое зимнее солнце».

## Сценарии

### «Кентерберийский закон»
- 1.01 — «Pilot»

### «Сыны анархии»
- 1.07 — «Old Bones»
- 1.11 — «Capybara» (сценарий с Куртом Саттером)
- 2.03 — «Fix»
- 2.12 — «The Culling» (сценарий с Куртом Саттером)
- 3.02 — «Oiled» (сценарий с Куртом Саттером)
- 3.13 — «NS» (сценарий с Куртом Саттером)
- 4.02 — «Booster» (сценарий с Крисом Коллинзом)
- 4.04 — «Brick» (сценарий с Брэди Далом)
- 4.05 — «Burnt and Purged Away» (сценарий с Куртом Саттером)

### «Низкое зимнее солнце»
- 1.03 — «No Rounds»
- 1.08 — «Revealations»

### «Марко Поло»
- 1.06 — «White Moon»

### «Бойтесь ходячих мертвецов»
- 1.01 — «Pilot» (сценарий с Робертом Киркманом)
- 1.06 — «The Good Man» (сценарий с Робертом Киркманом)